# Jan Rouven

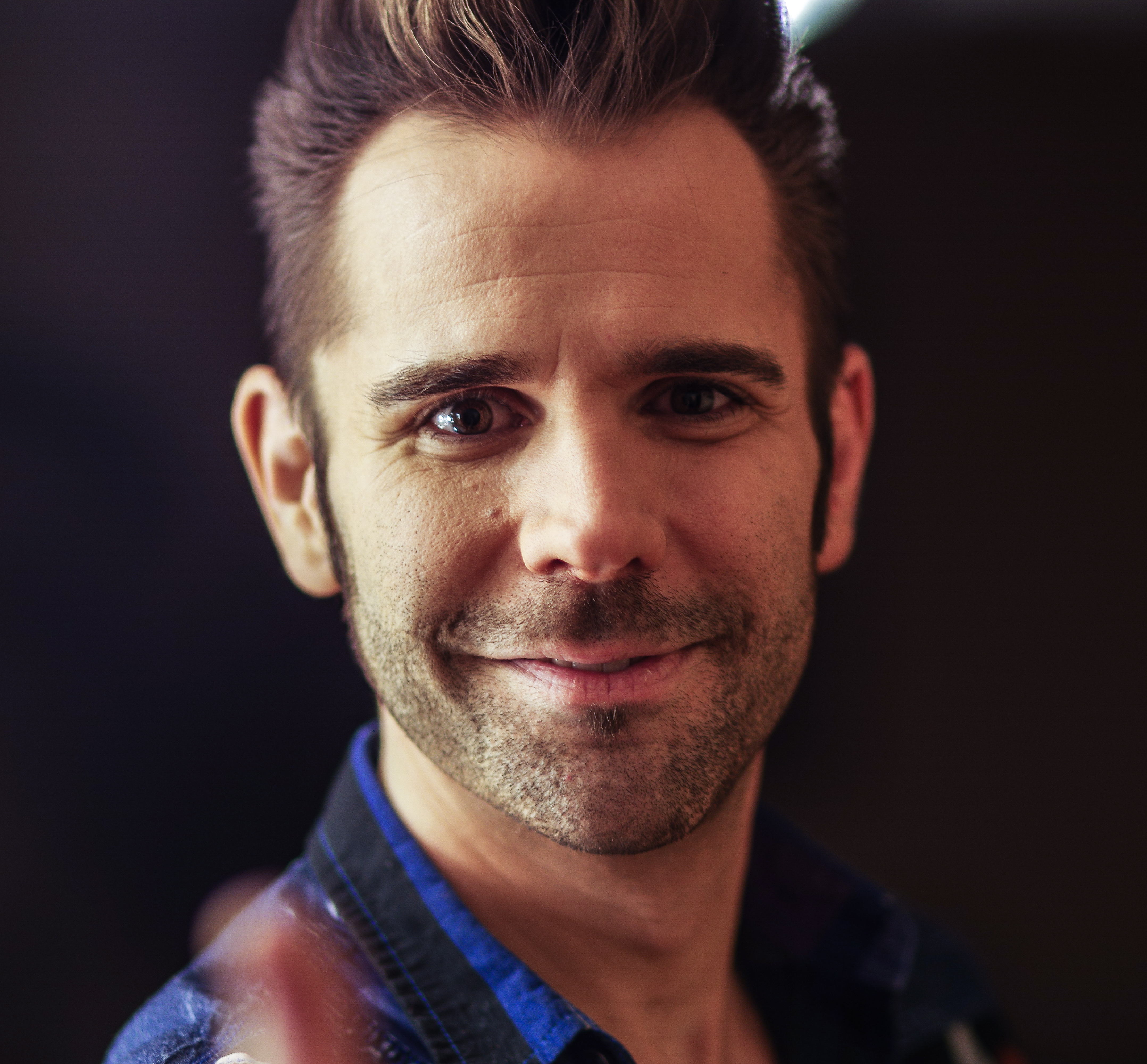
Jan Rouven November 2014 im Tropicana Las Vegas

Jan Rouven (* 8. Juli 1977 als Jan Rouven Füchtener in Frechen) ist ein ehemaliger deutscher Zauberkünstler und verurteilter Pädokrimineller. Er trat von 2014 bis 2016 mit seiner Show The New Illusions im Tropicana Las Vegas auf. Seit Februar 2019 verbüßt er eine Haftstrafe von 20 Jahren wegen des Besitzes und der Verbreitung von Kinderpornografie.

## Leben
Jan Rouven stammt aus Frechen und wuchs in Kerpen auf. Seit seiner Kindheit beschäftigte er sich mit der Zauberei und arbeitete an verschiedenen Tricks. Nach dem  Abitur begann er mit Unterstützung seiner Förderer, dem Zauberduo Magic Orvellis, an seiner Karriere als Magier zu arbeiten. Im Jahr 1999 wurde ihm auf einem Fachkongress von einer internationalen Jury der Titel „Bester Illusionist“ verliehen. Im Anschluss wurde Rouven von Warner Bros. Movie World in Bottrop-Kirchhellen verpflichtet. Er trat auch in anderen Themenparks wie dem Europapark Rust auf. In den folgenden fünf Jahren sahen mehr als 2,5 Millionen Besucher seine Shows.
Im Anschluss trat Rouven drei Jahre lang im Royal Palace im elsässischen Kirrwiller auf. Es folgten weitere Auftritte, beispielsweise auf Einladung Bernhard Pauls in der Kölnarena, in der 70.000 Besucher die Shows besuchten. Im Jahr 2009 war er Teilnehmer der ProSieben-Show The next Uri Geller.
Im Juli 2011 debütierte Rouven in Las Vegas im Clarion Hotel. Ende des Jahres 2011 wurde er vom Riviera Las Vegas mit seiner Zaubershow engagiert. Seit November 2014 war er mit seiner etwa 75-minütigen The New Illusions Show an sechs Tagen in der Woche im 1200 Zuschauer fassenden Tropicana Theater des Tropicana Las Vegas zu sehen. Dabei versuchte Rouven, sich durch physisch anspruchsvolle Illusionen, die ein hohes Maß an körperlicher Fitness erfordern, von anderen Illusionisten in Las Vegas zu unterscheiden. In den Jahren 2013 und 2015 wurden seine Shows als beste Magie-Show in Las Vegas ausgezeichnet. Rouven war mit dem ehemaligen Zaubererduo Siegfried und Roy befreundet und durfte einige Original-Requisiten aus ihrer Siegfried and Roy Show verwenden.
Rouvens Beiname lautet „Der Mann mit den sieben Leben“. In seinen Shows verwendet er Ideen des Magiers Harry Houdini, den er als einen seiner wesentlichen Inspirationsgeber sieht. Im Jahr 2014 war er in der ZDF-Sendung Houdini – Spiel mit dem Tod der Serie Terra X zu sehen und stellte für die Sendung einige von Houdinis Tricks nach, so beispielsweise die Befreiung aus der Zwangsjacke, die Rouven zwischen den Hochhäusern von Las Vegas präsentierte.
Jan Rouven ist seit 2015 mit seinem 20 Jahre älteren Partner Frank Dietmar Alfter verheiratet, der auch sein Manager ist.

## Verurteilung wegen Besitz von Kinderpornografie
Am 16. März 2016 nahm das FBI Jan Rouven wegen des Verdachts auf Besitz und Verbreitung von Kinderpornografie fest. Bei einer Durchsuchung seiner Villa in Las Vegas wurden rund 3225 Videos und 105 Bilder, die „nicht nur Kinder beim Sex, sondern sadistische gewalttätige Handlungen“ zeigen, auf seinen Computern und externen Festplatten festgestellt. Später wurden weitere Dateien in einem Dropbox-Account entdeckt. Rouven saß seitdem im Henderson Detention Center (Nevada) in Untersuchungshaft. Seine Show The New Illusions im Tropicana-Casino wurde eingestellt. Am 6. April 2016 wurde vor dem Gericht in Las Vegas die Anklage verlesen. Jan Rouven bestritt die Vorwürfe; Besucher hätten in seiner Villa Zugang zu den Computern gehabt. Seinen Antrag auf Freilassung gegen Kaution lehnte die Richterin Gloria Navarro am 19. April 2016 ab. Sie begründete dies mit Fluchtgefahr nach Deutschland sowie Gefährdung der Öffentlichkeit. Zudem fand das FBI bei der weiteren Auswertung des Materials nochmals ca. 40.000 kinderpornografische Bilder, die im gesamten Haus verteilt waren.
Der Prozess, ursprünglich für den 20. Juli 2016 angesetzt und mehrmals verschoben, begann Mitte November 2016 am Bundesbezirksgericht. Er wurde von Bundesrichterin Gloria Navarro geleitet, die auch allein das Urteil fällte, da Rouven einen Juryprozess ablehnte. Gerichtsakten zufolge war ein verdeckter FBI-Ermittler über das Netzwerk GigaTribe im August 2015 mit Rouven in Kontakt getreten und so an belastendes Material gelangt. Am 17. November 2016 bekannte sich Rouven des Besitzes und der Verbreitung von Kinderpornografie für schuldig, widerrief jedoch sein Geständnis Anfang Juli 2017 wieder. Dies begründete er mit einer seiner Ansicht nach falschen Beratung seiner bisherigen Anwälte.
Im Februar 2019 verurteilte ihn die Richterin zu 20 Jahren Haft und einer Geldstrafe von 500.000 US-Dollar, die an die Opfer gehen soll. Er verbüßt seine Haftstrafe in der Justizvollzugsanstalt Englewood Federal Correctional Institution im US-Bundesstaat Colorado, einem Gefängnis mit niedriger Sicherheitsstufe.

## Preis/Teilnahme
- 2006: Le Festival de la Magie mit Auszeichnung Mandrake d’Or der französischen Akademie der Illusionisten[18]

## Dokumentation
Der TV-Sender ZDFinfo zeigte am 27. April 2021 die Dokumentation Skandal in Vegas – Das dunkle Geheimnis des Magiers Jan Rouven von Michael Gärtner, in der Freunde und er selbst zu Wort kommen. Die Dokumentation wurde zudem am 20. August 2021 im ZDF ausgestrahlt. Die Sendung wurde am 20. Dezember 2023 und am 14. Mai 2024 auf ZDFinfo wiederholt.